# Pangasius pleurotaenia
Pangasius pleurotaenia és una espècie de peix de la família dels pangàsids i de l'ordre dels siluriformes.

## Morfologia
Els mascles poden assolir els 35 cm de llargària total.

## Alimentació
Menja insectes aquàtics i terrestres, i matèria vegetal.

## Distribució geogràfica
Es troba a Àsia: conques dels rius Mekong i Chao Phraya.

## Vàlua econòmica
Es comercialitza fresc.